# ФК «Ротор» в сезоне 1992
Сезон 1992 — 1-й сезон «Ротора» в Чемпионате России по футболу.

## Хронология событий
- 24 января 1992 года Валерий Клеймёнов и Игорь Ледяхов в составе сборной СНГ отправляются на матчи против сборных США и Сальвадора.
- 21 февраля 1992 года на заседании оргкомитета Российской профессиональной лиги была проведена жеребьевка групп высшей лиги Чемпионата России. ФК «Ротор» попал в группу «Б».
- В конце марта 1992 года ФК «Ротор» возвращается из коммерческого турне по Китаю, где команда сыграла несколько матчей с местными клубами.
- 9 апреля 1992 года ФК «Ротор» добивается самой крупной победы в сезоне, в Волгограде повержен «Зенит» со счётом 6:1.
- 24 августа 1992 года в автокатастрофе погиб Олег Крушин. Он возвращался с базы на собственном автомобиле и столкнулся с грузовиком «КАМАЗ».
- Октябрь 1992 года Валерий Есипов вызван в молодёжную сборную России на матчи против Исландии и Люксембурга.

## Тренерский штаб
- Виктор Папаев — главный тренер (до мая).
- Владимир Файзулин — тренер, главный тренер (с июня).
- Пётр Орлов — тренер.
- Рохус Шох — тренер.

## Состав
| Сергей Гриценко    | Флаг России     | 1 февраля 1972   | Торпедо (Волжский)     |
| Эдуард Малый       | Флаг России     | 24 мая 1969      | Авангард (Курск)       |
| Защитники          |                 |                  |                        |
| Валерий Бурлаченко | Флаг России     | 5 июля 1970      | Звезда (Городище)      |
| Сергей Виноградов  | Флаг России     | 19 августа 1971  | Торпедо (Волжский)     |
| Владимир Геращенко | Флаг России     | 27 апреля 1968   | Днепр (Днепропетровск) |
| Александр Ещенко   | Флаг России     | 5 мая 1970       | Динамо (Киев)          |
| Сергей Жуненко     | Флаг Казахстана | 13 мая 1970      | Заря-МАЛС              |
| Сергей Кузнецов    | Флаг России     | 12 мая 1966      | ТП-47                  |
| Алексей Перминов   | Флаг России     | 17 мая 1968      | Уралмаш                |
| Александр Шмарко   | Флаг России     | 12 марта 1969    | Динамо (Ставрополь)    |
| Полузащитники      |                 |                  |                        |
| Олег Веретенников  | Флаг России     | 5 января 1970    | Уралмаш                |
| Александр Жидков   | Флаг России     | 9 апреля 1966    | Днепр (Днепропетровск) |
| Хабиб Илялетдинов  | Флаг России     | 1 января 1965    | Спартак (Москва)       |
| Игорь Меньщиков    | Флаг России     | 26 июля 1970     |                        |
| Сергей Нейман      | Флаг России     | 25 сентября 1967 | Спартак (Владикавказ)  |
| Анатолий Седых     | Флаг России     | 1 мая 1970       | Текстильщик (Камышин)  |
| Олег Стогов        | Флаг России     | 15 апреля 1965   | Факел                  |
| Александр Царенко  | Флаг России     | 21 ноября 1967   | Согдиана               |
| Нападающие         |                 |                  |                        |
| Валерий Есипов     | Флаг России     | 4 октября 1971   | Динамо (Киев)          |
| Юрий Коновалов     | Флаг России     | 3 февраля 1970   | Зенит (Челябинск)      |
| Владимир Нидергаус | Флаг Казахстана | 13 августа 1967  | Кайрат                 |
| Сергей Сухов       | Флаг России     | 17 ноября 1965   | Терек                  |
| Евгений Шкилов     | Флаг России     | 2 февраля 1965   | Амур (Благовещенск)    |

## Трансферы

### Зима 1991/1992
| Позиция | Игрок             | Клуб                     |
| ------- | ----------------- | ------------------------ |
| Защ     | Сергей Виноградов | «Торпедо» (Волжский)     |
| Защ     | Александр Ещенко  | «Динамо» (Киев)          |
| Защ     | Алексей Перминов  | «Уралмаш» (Екатеринбург) |
| ПЗ      | Олег Веретенников | «Уралмаш» (Екатеринбург) |
| ПЗ      | Сергей Нейман     | «Спартак» (Владикавказ)  |
| Нап     | Сергей Сухов      | «Терек» (Грозный)        |
| Нап     | Евгений Шкилов    | «Амур» (Благовещенск)    |

| Позиция | Игрок              | Клуб                   |
| ------- | ------------------ | ---------------------- |
| Вр      | Валерий Клеймёнов  | «Динамо» (Москва)      |
| Защ     | Валерий Жабко      | «Торпедо» (Волжский)   |
| Защ     | Евгений Яровенко   | «Нива» (Тернополь)     |
| Защ     | Игорь Ледяхов      | «Спартак» (Москва)     |
| Защ     | Андрей Фёдоровский | завершил карьеру       |
| ПЗ      | Юрий Калитвинцев   | «Динамо» (Москва)      |
| ПЗ      | Александр Тройнин* | «Ротор-Д» (Волгоград)  |
| ПЗ      | Антон Шох          | «Нива» (Тернополь)     |
| Нап     | Юрий Гудименко     | «Таврия» (Симферополь) |
| Нап     | Сергей Полстянов   | «Нива» (Тернополь)     |

### Лето
| Позиция | Игрок              | Клуб                  |
| ------- | ------------------ | --------------------- |
| Защ     | Сергей Жуненко     | «Заря-МАЛС» (Луганск) |
| Защ     | Сергей Кузнецов    | «ТП-47» (Торнио)      |
| ПЗ      | Юрий Аксёнов       | «Динамо» (Киев)       |
| Нап     | Валерий Есипов     | «Динамо» (Киев)       |
| Нап     | Владимир Нидергаус | «Кайрат» (Алма-Ата)   |
| Нап     | Юрий Коновалов     | «Зенит» (Челябинск)   |

| Позиция | Игрок             | Клуб                  |
| ------- | ----------------- | --------------------- |
| ПЗ      | Юрий Аксёнов*     | «Ротор-Д» (Волгоград) |
| ПЗ      | Хабиб Илялетдинов | «ТРАСКО» (Москва)     |
| ПЗ      | Сергей Нейман     | «Авангард» (Коломна)  |
| Нап     | Олег Крушин       | † погиб в ДТП         |
| Нап     | Сергей Сухов      | «Авангард» (Коломна)  |

* В аренду  

** Из аренды  

*** Выкуп контракта 

## Матчи
− Победа
 − Ничья
 − Поражение

### Товарищеские матчи
| 1992 | «Ротор» | 1:0 | «Динамо» (Берлин) |  |

| 1992 | «Ротор» | 2:2 | «Аль-Карама» (Хомс) |  |

| 1992 | «Ротор» | 8:1 | «Аль-Карама» (Хомс) | Волгоград            |
|      |         |     |                     | Стадион: Центральный |

| 1992 | «Ротор» | 2:0 | «Аль-Карама» (Хомс) |  |

### Кубок СССР
| 20 февраля 1992 1/8 финала. Первый матч | «Крылья Советов» (Самара) | 0:0 | «Ротор» | Леселидзе                                                                  |
| |                           |     |         | Стадион: Спортбаза Зрителей: 100 Судья: Николай Левников (Санкт-Петербург) |
| «Крылья Советов» (Самара): Гаус, Миридонов, Жупиков, Цыганков, Грибов, Валиев, Макеев, Марушко, Шарипов (Фомин, 80), Филиппов, Фахрутдинов. · «Ротор»: Гриценко, Шмарко, Бурлаченко, Фёдоровский, Илялетдинов, Седых, Тройнин, Жидков, Царенко, Шкилов, Крушин. · Марушко. |                           |     |         |                                                                            |

| 24 февраля 1992 1/8 финала. Ответный матч | «Ротор» | 0:1 | «Крылья Советов» (Самара) | Леселидзе                                                       |
| |         |     | 0:1 Сергей Макеев 9′      | Стадион: Спортбаза Зрителей: 500 Судья: Андрей Бутенко (Москва) |
| «Ротор»: Малый, Шмарко, Ледяхов, Геращенко, Илялетдинов, Жидков, Седых, Стогов, Бурлаченко (Шкилов, 62), Крушин (Тройнин, 80), Царенко. · «Крылья Советов» (Самара): Гаус, Миридонов, Жупиков, Грибов, Тумайкин, Цыганков, Макеев, Фахрутдинов (Фомин, 80), Филиппов, Шарипов, Валиев. · Царенко, Ледяхов — Шарипов, Миридонов. |         |     |                           |                                                                 |

### Чемпионат России

#### Первый этап. Группа «Б»

##### Первый круг
| 2 апреля 1992 2 тур | «Спартак» (Москва)      | 1:0      | «Ротор» | Москва                                                                   |
| | 1:0 Андрей Чернышов 87′ | Протокол |         | Стадион: ЛФК ЦСКА Зрителей: 4 000 Судья: Тарас Безубяк (Санкт-Петербург) |
| «Спартак» (Москва): Черчесов, Хлестов, А. Иванов (Петров, 62), Попов, Цхададзе, Чернышов, Онопко, Карпин, Рахимов (Пятницкий, 46), Ледяхов (Бушманов, 73), В. Бесчастных. · «Ротор»: Малый, Шмарко, Бурлаченко, Геращенко, Ещенко, Жидков, Седых, Илялетдинов, Тройнин, Сухов (Крушин, 84), Царенко. · Ледяхов (69') — Царенко (45'). |                         |          |         |                                                                          |

| 9 апреля 1992 3 тур | «Ротор» | 6:1      | «Зенит» (Санкт-Петербург) | Волгоград                                                           |
| | 1:0 Сергей Сухов 2′ · 2:0 Сергей Сухов 38′ · 3:0 Анатолий Седых 61′ · 4:1 Сергей Сухов 81′ · 5:1 Олег Веретенников 88′ · 6:1 Олег Веретенников 90′ | Протокол | 3:1 Александр Иванов 68′  | Стадион: Центральный Зрителей: 18 000 Судья: Юрий Савченко (Москва) |
| «Ротор»: Малый, Шмарко, Бурлаченко, Геращенко, Ещенко, Жидков, Седых, Тройнин (Илялетдинов, 89), Веретенников, Сухов, Крушин (Царенко, 7). · «Зенит» (Санкт-Петербург): Заикин, Усачев, Белоцерковец, Боков (Трофимов, 46), Наумов, Варфоломеев, Левин, Дмитриев (Иванов, 7; Решетов, 85), Ильин, Кулик, Игнатов. · Шмарко (74') — Иванов (40'). | |          |                           |                                                                     |

| 12 апреля 1992 4 тур | «Ротор» | 0:0      | «Асмарал» (Москва) | Волгоград                                                                 |
| |         | Протокол |                    | Стадион: Центральный Зрителей: 18 000 Судья: Николай Милосердов (Саратов) |
| «Ротор»: Малый, Шмарко, Бурлаченко, Геращенко, Ещенко, Жидков, Седых, Тройнин, Веретенников, Сухов, Царенко. · «Асмарал» (Москва): Шиянов, Путилин, Макаров, Шульгин, Фомичев, Асланян, Клюев (Панферов, 46), Зуденков, Гаврилов, Хахалев, Рыбаков (Черников, 58). · Ещенко (28') — Рыбаков (28'). |         |          |                    |                                                                           |

| 18 апреля 1992 1 тур | «Торпедо» (Москва)     | 1:0      | «Ротор» | Москва                                                                     |
| | 1:0 Игорь Чугайнов 55′ | Протокол |         | Стадион: Торпедо Зрителей: 2 500 Судья: Алексей Румянцев (Санкт-Петербург) |
| «Торпедо» (Москва): Подшивалов, Калайчев, Чельцов, Афанасьев, Ульянов, Шустиков, Гришин, Чумаченко (Борисов, 71), Савичев (Иванов, 55), Чугайнов, Скаченко (Мартынов, 90). · «Ротор»: Малый, Шмарко, Бурлаченко, Геращенко, Ещенко, Жидков, Крушин, Тройнин (Шкилов, 59), Веретенников, Сухов (Нейман, 78), Царенко (Седых, 46). · Гришин (27'), Афанасьев (85') — Геращенко (37'), Шмарко (62'). |                        |          |         |                                                                            |

| 25 апреля 1992 6 тур | «Крылья Советов» (Самара) | 0:0      | «Ротор» | Самара                                                                |
| |                           | Протокол |         | Стадион: Металлург Зрителей: 6 000 Судья: Александр Кириллов (Москва) |
| «Крылья Советов» (Самара): Гаус, Миридонов, Жупиков, Бодак, Тумайкин, Марушко, Макеев, Фахрутдинов, Филиппов (Харлачев, 81), Шарипов, Валиев (Цыганков, 61). · «Ротор»: Малый, Илялетдинов, Бурлаченко, Геращенко (Тройнин, 62), Ещенко, Жидков, Седых, Нейман, Веретенников, Шкилов (Сухов, 88), Крушин (Царенко, 89). · Бурлаченко. |                           |          |         |                                                                       |

| 2 мая 1992 7 тур | «Локомотив-Эрэтиспорт» (Нижний Новгород) | 1:0      | «Ротор» | Нижний Новгород                                                   |
| | 1:0 Александр Щукин 63′                  | Протокол |         | Стадион: Локомотив Зрителей: 9 200 Судья: Алексей Спирин (Москва) |
| «Локомотив-Эрэтиспорт» (Нижний Новгород): Шанталосов, Лебедев, Кураев, Рагулин, Кузьмин, Масляев, Румянцев (Фролов, 46), Феоктистов (Осколков, 90), Ал-др Щукин, Горелов (Цирюлик, 62), Черышев. · «Ротор»: Малый, Шмарко, Бурлаченко, Геращенко, Ещенко, Жидков, Седых, Нейман, Веретенников, Шкилов (Сухов, 67), Крушин. · Черышев (6') — Ещенко (20'), Веретенников (32'), Крушин (80'), Малый (87'). |                                          |          |         |                                                                   |

| 5 мая 1992 8 тур | «Шинник» (Ярославль) | 1:1      | «Ротор»             | Ярославль                                                          |
| | 1:1 Юрий Моисеев 75′ | Протокол | 0:1 Олег Крушин 64′ | Стадион: Шинник Зрителей: 2 500 Судья: Александр Кириллов (Москва) |
| «Шинник» (Ярославль): Кранатов, Завадский, Кручин, Сморгачев, Казьмин, Смирнов (Муравьев, 72), Мартьянов, Билялетдинов, Бакин, Моисеев, Помазов. · «Ротор»: Малый, Шмарко, Бурлаченко, Геращенко, Илялетдинов, Жидков, Седых, Тройнин, Веретенников, Крушин (Сухов, 74), Царенко. · Шмарко (67'). |                      |          |                     |                                                                    |

| 14 мая 1992 9 тур | «Ротор»                    | 1:3      | «Ростсельмаш» (Ростов-на-Дону)                                                     | Волгоград                                                             |
| | 3:1 Валерий Бурлаченко 79′ | Протокол | 0:1 Геннадий Стёпушкин 28′ · 0:2 Андрей Тимошенко 41′ · 0:3 Геннадий Стёпушкин 57′ | Стадион: Центральный Зрителей: 13 000 Судья: Виктор Филиппов (Москва) |
| «Ротор»: Малый, Шмарко, Перминов, Геращенко, Ещенко, Жидков, Седых, Шкилов (Сухов, 46), Веретенников, Крушин (Тройнин, 86), Царенко (Бурлаченко, 61). · «Ростсельмаш» (Ростов-на-Дону): Крюков, Филиппов, Ключников, Ковтун, Дядюк, Стёпушкин, Булашенко, Санько, Тимошенко (Посылаев, 87), Сагин (Середа, 69), Никулин (Федьков, 75). · Ещенко (66') — Тимошенко (25'). |                            |          |                                                                                    |                                                                       |

| 17 мая 1992 10 тур | «Ротор»             | 1:3      | «Кубань» (Краснодар)                                                             | Волгоград                                                               |
| | 1:0 Сергей Сухов 7′ | Протокол | 1:1 Виталий Нидбайкин 13′ · 1:2 Андрей Коваленко 18′ · 1:3 Виталий Нидбайкин 39′ | Стадион: Центральный Зрителей: 6 000 Судья: Александр Кириллов (Москва) |
| «Ротор»: Гриценко, Шмарко, Перминов, Геращенко, Ещенко, Жидков, Тройнин, Бурлаченко (Седых, 46), Веретенников, Крушин (Царенко, 46), Сухов (Шкилов, 71). · «Кубань» (Краснодар): Плотников, Толкачев, Меда, Троицкий, Сер. Лысенко, Подоляк, Великодный (Белоус, 46), Стан. Лысенко, Коваленко, Лемиш (Гомлешко, 81), Нидбайкин (Иванов, 87). · Царенко (84') — Великодный (2'), Белоус (60'). |                     |          |                                                                                  |                                                                         |

##### Второй круг
| 28 июня 1992 11 тур | «Зенит» (Санкт-Петербург) | 1:1      | «Ротор»            | Санкт-Петербург                                                             |
| | 1:1 Алексей Наумов 59′    | Протокол | 1:0 Олег Стогов 4′ | Стадион: им. С.М.Кирова Зрителей: 2 000 Судья: Владимир Овчинников (Москва) |
| «Зенит» (Санкт-Петербург): Мананников, Усачев, Белоцерковец, Боков, Наумов, Рафиков (Зазулин, 69), Левин, Мамонтьев, Ильин (Иванов, 59), Кулик (Балаев, 66), Дмитриев. «Ротор»: Малый, Шмарко, Перминов, Бурлаченко, Ещенко, Меньщиков (Шкилов, 86), Жидков, Срогов, Веретенников, Тройнин (Седых, 88), Крушин. |                           |          |                    |                                                                             |

| 1 июля 1992 12 тур | «Асмарал» (Москва)                             | 2:1      | «Ротор»                   | Москва                                                                    |
| | 1:0 Юрий Гаврилов 60′ · 2:1 Кирилл Рыбаков 87′ | Протокол | 1:1 Олег Веретенников 83′ | Стадион: Локомотив Зрителей: 1 000 Судья: Тарас Безубяк (Санкт-Петербург) |
| «Асмарал» (Москва): Шиянов, Новгородов (Шикунов, 46), Фомичев, Шульгин, Гремяцкий, Асланян, Клюев, Крауш (Зуденков, 46), Рыбаков, Хахалев, Гаврилов. · «Ротор»: Гриценко, Шмарко, Перминов, Бурлаченко, Ещенко, Меньщиков (Седых, 66), Жидков (Царенко, 46), Стогов, Веретенников, Тройнин, Крушин (Шкилов, 89). · Бурлаченко (77'). |                                                |          |                           |                                                                           |

| 5 июля 1992 15 тур | «Ротор»                   | 1:0      | «Шинник» (Ярославль) | Волгоград                                                               |
| | 1:0 Олег Веретенников 88′ | Протокол |                      | Стадион: Центральный Зрителей: 9 000 Судья: Андрей Будогосский (Москва) |
| «Ротор»: Гриценко, Шмарко, Перминов, Геращенко, Ещенко, Меньщиков (Царенко, 46), Жидков (Тройнин, 59), Стогов, Веретенников, Седых, Крушин (Шкилов, 75). · «Шинник» (Ярославль): Кранатов, Завадский, Кручин, Сморгачев, Казьмин, Смирнов, Мартьянов, Жуков, Бакин, Моисеев (Никитин, 86), Помазов. · Геращенко (72'), Стогов (72') — Мартьянов (48'), Смирнов. · Смирнов (80'). |                           |          |                      |                                                                         |

| 9 июля 1992 13 тур | «Ротор»                                                                         | 3:0      | «Крылья Советов» (Самара) | Волгоград                                                          |
| | 1:0 Александр Шмарко 23′ · 2:0 Олег Веретенников 45′ · 3:0 Алексей Перминов 65′ | Протокол |                           | Стадион: Центральный Зрителей: 9 000 Судья: Юрий Савченко (Москва) |
| «Ротор»: Гриценко, Шмарко, Перминов, Бурлаченко, Ещенко, Царенко, Шкилов (Меньщиков, 78), Стогов, Веретенников, Тройнин (Жидков, 17), Коновалов (Крушин, 67). «Крылья Советов» (Самара): Володин, Миридонов, Жупиков, Грибов, Бодак (Дзнеладзе, 80), Марушко, Макеев, Цыганков (Харлачев, 46), Филиппов (Фахрутдинов, 46), Шарипов, Валиев. |                                                                                 |          |                           |                                                                    |

| 26 июля 1992 16 тур | «Ротор»                                                                   | 3:0      | «Локомотив-Эрэтиспорт» (Нижний Новгород) | Волгоград                                                           |
| | 1:0 Юрий Коновалов 4′ · 2:0 Евгений Шкилов 8′ · 3:0 Александр Царенко 44′ | Протокол |                                          | Стадион: Центральный Зрителей: 8 500 Судья: Андрей Бутенко (Москва) |
| «Ротор»: Гриценко, Шмарко, Перминов, Геращенко, Ещенко, Царенко, Жидков (Седых, 75), Стогов, Веретенников, Шкилов (Меньщиков, 67), Коновалов (Крушин, 87). «Локомотив-Эрэтиспорт» (Нижний Новгород): Шанталосов, Лебедев (Фролов, 75), Кураев, Рагулин, Кузьмин, Масляев, Румянцев, Феоктистов (Казаков, 46), Ал-др Щукин, Горелов, Пападопуло (Герасимов, 46). |                                                                           |          |                                          |                                                                     |

| 30 июля 1992 17 тур | «Ростсельмаш» (Ростов-на-Дону) | 1:3      | «Ротор»                                                                    | Ростов-на-Дону                                                       |
| | 1:1 Александр Тихонов 24′      | Протокол | 0:1 Александр Жидков 10′ · 1:2 Олег Веретенников 53′ · 1:3 Олег Крушин 73′ | Стадион: СКА СКВО Зрителей: 2 500 Судья: Валентин Купряшкин (Москва) |
| «Ростсельмаш» (Ростов-на-Дону): Крюков, Фидиппов, Ключников, Ковтун (Боровской, 53), Дядюк, Посылаев, Булашенко, Санько, Середа (Сагин, 66), Тихонов, Федьков (Никулин, 71). · «Ротор»: Гриценко, Шмарко, Перминов, Геращенко, Ещенко, Царенко, Жидков (Меньщиков, 89), Стогов, Веретенников, Шкилов (Бурлаченко, 86), Коновалов (Крушин, 67). · Сагин (78') — Стогов (5'), Ещенко (35'), Перминов (43'). |                                |          |                                                                            |                                                                      |

| 2 августа 1992 18 тур | «Кубань» (Краснодар) | 0:1      | «Ротор»                   | Краснодар                                                       |
| |                      | Протокол | 0:1 Олег Веретенников 86′ | Стадион: Кубань Зрителей: 3 000 Судья: Виктор Филиппов (Москва) |
| «Кубань» (Краснодар): Плотников, Толкачев, Герасименко, Троицкий, Сер. Лысенко, Подоляк, Белоус, Стан. Лысенко, Коваленко, Лемиш, Нидбайкин (Гомлешко, 65). · «Ротор»: Гриценко, Шмарко, Перминов, Геращенко, Бурлаченко, Царенко, Жидков (Седых, 38), Меньщиков, Веретенников, Крушин (Шкилов, 79), Коновалов. · Бурлаченко (72'). |                      |          |                           |                                                                 |

| 9 августа 1992 19 тур | «Ротор» | 0:1      | «Торпедо» (Москва)      | Волгоград                                                                 |
| |         | Протокол | 0:1 Геннадий Гришин 51′ | Стадион: Центральный Зрителей: 20 000 Судья: Николай Милосердов (Саратов) |
| «Ротор»: Гриценко, Шмарко, Перминов, Геращенко, Ещенко, Царенко, Жидков (Седых, 58), Стогов, Веретенников, Шкилов, Коновалов (Крушин, 74). · «Торпедо» (Москва): Подшивалов, Востросаблин, Чельцов, Афанасьев, Ульянов, Шустиков (Чумаченко, 89), Гришин (Борисов, 85), Талалаев (Скаченко, 61), Савичев, Чугайнов, Мартынов. · Востросаблин (48'). |         |          |                         |                                                                           |

| 12 августа 1992 20 тур | «Ротор»                | 1:3      | «Спартак» (Москва)                                                           | Волгоград                                                                       |
| | 1:1 Евгений Шкилов 39′ | Протокол | 0:1 Андрей Пятницкий 16′ · 1:2 Валерий Карпин 71′ · 1:3 Дмитрий Радченко 75′ | Стадион: Центральный Зрителей: 17 000 Судья: Николай Левников (Санкт-Петербург) |
| «Ротор»: Гриценко, Виноградов, Перминов (Меньщиков, 88), Геращенко, Ещенко, Царенко, Жидков, Бурлаченко, Веретенников, Шкилов, Коновалов (Крушин, 68). · «Спартак» (Москва): Черчесов (Чижов, 86), Хлестов, Иванов, Попов, Русяев (Писарев, 58), Чернышов, Онопко, Карпин (Кужлев, 75), Пятницкий, Ледяхов, Радченко. · Бурлаченко (12') — Онопко (41'), Кужлев (88'). |                        |          |                                                                              |                                                                                 |

#### Второй этап. 9-20 места
| 30 августа 1992 1 тур | «Ротор»                                               | 2:1      | «Динамо» (Ставрополь)  | Волгоград                                                              |
| | 1:1 Александр Царенко 31′ · 2:1 Олег Веретенников 51′ | Протокол | 1:0 Владимир Суший 12′ | Стадион: Центральный Зрителей: 7 000 Судья: Юрий Чеботарёв (Краснодар) |
| «Ротор»: Гриценко, Шмарко, Бурлаченко, Геращенко (Виноградов, 89), Ещенко, Царенко, Жидков, Нидергаус (Шкилов, 79), Веретенников, Меньщиков, Есипов. · «Динамо» (Ставрополь): Саная, Минибаев, Горбачев, Ушаков, Богачев, Соколов, Осипян, Красавин, Поваляев, Суший, Маслов. · Геращенко (78'), Ещенко (82') — Суший (10'), Минибаев (66'), Осипян (71'). · Осипян (79'). |                                                       |          |                        |                                                                        |

| 3 сентября 1992 2 тур | «Океан» (Находка) | 0:2      | «Ротор»                                            | Находка                                                                |
| |                   | Протокол | 0:1 Игорь Меньщиков 8′ · 0:2 Олег Веретенников 69′ | Стадион: Водник Зрителей: 4 000 Судья: Александр Кузьменко (Хабаровск) |
| «Океан» (Находка): Семенов, Соболев (Захаров, 46), Бондаренко, Грыцан, Шпирюк (Новосельцев, 63), Смирнов, Аверьянов, Козлов (Гатикоев, 78), Фатин, Гарин, Кокарев. · «Ротор»: Гриценко, Шмарко, Бурлаченко, Геращенко, Ещенко, Царенко, Жидков (Жуненко, 77), Нидергаус (Коновалов, 65), Веретенников, Меньщиков, Есипов (Шкилов, 63). · Геращенко (49'). |                   |          |                                                    |                                                                        |

| 9 сентября 1992 3 тур | «Ротор»                                                                         | 3:2      | «Динамо-Газовик» (Тюмень)                      | Волгоград                                                            |
| | 1:0 Владимир Нидергаус 4′ · 2:1 Владимир Нидергаус 69′ · 3:1 Евгений Шкилов 80′ | Протокол | 1:1 Андрей Власов 36′ · 3:2 Евгений Маслов 87′ | Стадион: Центральный Зрителей: 7 000 Судья: Гаряфий Жафяров (Москва) |
| «Ротор»: Гриценко, Шмарко, Бурлаченко, Жуненко, Ещенко, Царенко, Жидков, Нидергаус (Шкилов, 78), Веретенников, Меньщиков (Стогов, 59), Есипов. «Динамо-Газовик» (Тюмень): Масленников, Маслов, Зарва, А. Яркин, Ковалев, Умяров, Косолапов, Ремизов (Долбоносов, 53), Власов, Ал-й Судариков, В. Яркин. |                                                                                 |          |                                                |                                                                      |

| 13 сентября 1992 4 тур | «Факел» (Воронеж)        | 1:0      | «Ротор» | Воронеж                                                                 |
| | 1:0 Александр Степин 54′ | Протокол |         | Стадион: Центральный Зрителей: 3 000 Судья: Лом-Али Ибрагимов (Грозный) |
| «Факел» (Воронеж): Филимонов, Солоп, Горбач, Сафронов, Карпенко, Щеголев, Шипилов, Степин (Щербаков, 88), Макаров (Пименов, 86), Г. Семин, Евлампиев. · «Ротор»: Гриценко, Жуненко, Бурлаченко, Геращенко, Ещенко, Царенко (Меньщиков, 83), Жидков (Шкилов, 80), Нидергаус (Коновалов, 58), Веретенников, Стогов, Есипов. · Ещенко (76'). |                          |          |         |                                                                         |

| 20 сентября 1992 5 тур | «Ротор»                                                 | 2:2      | «Уралмаш» (Екатеринбург)                     | Волгоград                                                            |
| | 1:0 Владимир Нидергаус 25′ · 2:2 Владимир Нидергаус 81′ | Протокол | 1:1 Юрий Матвеев 28′ · 1:2 Игорь Ханкеев 43′ | Стадион: Центральный Зрителей: 8 000 Судья: Сергей Хусаинов (Москва) |
| «Ротор»: Гриценко, Шмарко (Коновалов, 81), Бурлаченко, Геращенко, Виноградов, Царенко (Шкилов, 69), Жидков, Стогов (Меньщиков, 46), Веретенников, Нидергаус, Есипов. «Уралмаш» (Екатеринбург): Любельский, Федотов, Стаин, Ткаченко, Андреев, Ямлиханов (Галимов, 75), Нежелев, Ханкеев (Цветков, 80), Матвеев, Юшков, Шушляков (Блужин, 65), |                                                         |          |                                              |                                                                      |

| 27 сентября 1992 6 тур | «Текстильщик» (Камышин) | 1:0      | «Ротор» | Камышин                                                               |
| | 1:0 Сергей Сергеев 75′  | Протокол |         | Стадион: Текстильщик Зрителей: 8 500 Судья: Вячеслав Сорокин (Москва) |
| «Текстильщик» (Камышин): Саморуков, А. Морозов, Минаев, Букин, Розин, О. Морозов, Богатырев, Сергеев, Шаймухаметов (Прохоров, 87), Заздравных (Белов, 80), Елышев. «Ротор»: Малый, Шмарко, Бурлаченко, Геращенко, Ещенко, Царенко (Стогов, 83), Жидков, Нидергаус, Веретенников, Меньщиков, Есипов (Шкилов, 77). |                         |          |         |                                                                       |

| 3 октября 1992 7 тур | «Динамо» (Ставрополь)                                                                                | 4:2      | «Ротор»                                            | Ставрополь                                                           |
| | 1:1 Марат Минибаев 12′ · 2:1 Вадим Соколов 39′ · 3:1 Александр Маслов 58′ · 4:2 Александр Маслов 88′ | Протокол | 0:1 Владимир Нидергаус 3′ · 3:2 Евгений Шкилов 71′ | Стадион: Динамо Зрителей: 8 000 Судья: Владимир Чехоев (Владикавказ) |
| «Динамо» (Ставрополь): Саная, Минибаев, Горбачев (Красавин, 57), Ушаков, Богачев, Матвиенко, Соколов, Осипян, Поваляев (Гаглоев, 29), Суший, Маслов. · «Ротор»: Малый, Шмарко, Бурлаченко, Жуненко, Ещенко, Царенко, Жидков, Нидергаус (Шкилов, 46), Веретенников, Меньщиков (Стогов, 60), Есипов (Коновалов, 60). · Шмарко (20'). | |          |                                                    |                                                                      |

| 13 октября 1992 8 тур | «Ротор»                                         | 2:0      | «Океан» (Находка) | Волгоград                                                                   |
| | 1:0 Евгений Шкилов 20′ · 2:0 Евгений Шкилов 27′ | Протокол |                   | Стадион: Центральный Зрителей: 5 000 Судья: Тарас Безубяк (Санкт-Петербург) |
| «Ротор»: Гриценко, Шмарко, Бурлаченко, Геращенко, Ещенко, Царенко (Стогов, 87), Жидков, Нидергаус (Коновалов, 84), Веретенников, Меньщиков, Шкилов. · «Океан» (Находка): Кокоев, Захаров, Бондаренко, Грыцан, Строганов (Гатикоев, 79), Соболев, Аверьянов, Рябов, Шпирюк, Гарин, Кокарев. · Бурлаченко (71') — Строганов (43'), Кокарев (72'). |                                                 |          |                   |                                                                             |

| 17 октября 1992 9 тур | «Ротор»                                                       | 2:0      | «Факел» (Воронеж) | Волгоград                                                      |
| | 1:0 Владимир Нидергаус 11′ (пен.) · 2:0 Александр Царенко 83′ | Протокол |                   | Стадион: Центральный Зрителей: 8 000 Судья: Игорь Синер (Омск) |
| «Ротор»: Гриценко, Шмарко, Кузнецов, Геращенко, Ещенко, Царенко, Жидков, Нидергаус (Есипов, 71), Веретенников, Меньщиков (Стогов, 39), Шкилов (Коновалов, 87). «Факел» (Воронеж): Филимонов, Солоп, Горбач, Сафронов, Карпенко, Щеголев, Шипилов (Макаров, 46), Степин, Зайцев (Пименов, 19), Г. Семин, Евлампиев (Пывин, 75). |                                                               |          |                   |                                                                |

| 25 октября 1992 10 тур | «Динамо-Газовик» (Тюмень) | 0:3      | «Ротор»                                                                          | Тюмень                                                            |
| |                           | Протокол | 0:1 Александр Жидков 24′ · 0:2 Владимир Нидергаус 74′ · 0:3 Александр Жидков 76′ | Стадион: Геолог Зрителей: 2 000 Судья: Геннадий Куличенков (Тула) |
| «Динамо-Газовик» (Тюмень): Кисельников, А. Яркин, Наумов, Шибаев, Ковалев, Кудриков, Долбоносов (Ремизов, 80), Рева, Косолапов, Судариков (Камольцев, 46), В. Яркин. · «Ротор»: Гриценко, Шмарко, Кузнецов, Геращенко, Ещенко, Царенко, Жидков, Нидергаус (Коновалов, 80), Веретенников, Стогов (Меньщиков, 85), Шкилов (Есипов, 85). · Ковалев (16'), Наумов (70') — Геращенко (72'). |                           |          |                                                                                  |                                                                   |

| 1 ноября 1992 11 тур | «Ротор»                                                | 2:1      | «Текстильщик» (Камышин) | Волгоград                                                                |
| | 1:0 Владимир Нидергаус 52′ · 1:0 Олег Веретенников 60′ | Протокол | 1:1 Олег Елышев 56′     | Стадион: Центральный Зрителей: 10 000 Судья: Александр Савкин (Балашиха) |
| «Ротор»: Гриценко, Шмарко, Кузнецов, Геращенко, Ещенко, Царенко, Жидков, Нидергаус (Есипов, 79), Веретенников, Стогов, Шкилов (Коновалов, 61). · «Текстильщик» (Камышин): Саморуков, А. Морозов, Прохоров, Букин, Розин, О. Морозов, Богатырев, Смольков (Сергеев, 63), Шаймухаметов, Заздравных (Белов, 70), Елышев (Клейменов, 77). · Морозов (27'), Елышев (47'), Белов (89'). |                                                        |          |                         |                                                                          |

| 7 ноября 1992 12 тур | «Уралмаш» (Екатеринбург)                       | 2:1      | «Ротор»                | Екатеринбург                                                          |
| | 1:0 Юрий Матвеев 59′ · 2:1 Альберт Андреев 89′ | Протокол | 1:1 Юрий Коновалов 85′ | Стадион: Центральный Зрителей: 3 100 Судья: Анатолий Маляров (Москва) |
| «Уралмаш» (Екатеринбург): Самсоненко, Федотов, Галимов, Ткаченко, Андреев, Ямлиханов, Нежелев, Ханкеев (Блужин, 68), Матвеев, Юшков, Сафин (Хованский, 46). · «Ротор»: Гриценко, Шмарко, Кузнецов, Геращенко, Ещенко, Царенко, Жидков, Стогов, Меньщиков (Коновалов, 65), Есипов, Шкилов. · Жидков (4'), Есипов (58'), Геращенко (73'), Кузнецов (75'). |                                                |          |                        |                                                                       |

### Кубок России
| 7 октября 1992 1/16 финала | «Торпедо» (Волжский)                                       | 2:0 | «Ротор» | Волжский                                                                 |
| | 1:0 Дмитрий Петренко 22′ (пен.) · 2:0 Дмитрий Петренко 78′ |     |         | Стадион: им. Ф.Г.Логинова Зрителей: 3 000 Судья: А. Нефедов (Йошкар-Ола) |
| «Торпедо» (Волжский): Гузь, Жабко, Матвеев, Чупин, Боженко (Илюшин, 85), Умурзаков, Еременко, Лозовский, Хохлов (Потыльчак, 71), Володькин, Петренко. · «Ротор»: Гриценко, Виноградов, Бурлаченко, Коновалов, Ещенко, Царенко, Жидков, Стогов (Шкилов, 55), Веретенников, Меньщиков, Есипов (Тройнин, 79). · Матвеев — Стогов, Виноградов. |                                                            |     |         |                                                                          |

## Статистика

### Индивидуальная

#### Матчи и голы
|                                                         | Флаг России     | Вр  | Сергей Гриценко    | 21 | -21 | 19 | -19 | 1 | 0  | 1 | -2 |
|                                                         | Флаг России     | Вр  | Эдуард Малый       | 12 | -15 | 11 | -14 | 1 | -1 | 0 | 0  |
|                                                         | Флаг России     | Защ | Александр Шмарко   | 29 | 1   | 27 | 1   | 2 | 0  | 0 | 0  |
|                                                         | Флаг России     | Защ | Александр Ещенко   | 28 | 0   | 27 | 0   | 0 | 0  | 1 | 0  |
|                                                         | Флаг России     | Защ | Валерий Бурлаченко | 26 | 1   | 23 | 1   | 2 | 0  | 1 | 0  |
|                                                         | Флаг России     | Защ | Владимир Геращенко | 26 | 0   | 25 | 0   | 1 | 0  | 0 | 0  |
|                                                         | Флаг России     | Защ | Алексей Перминов   | 11 | 1   | 11 | 1   | 0 | 0  | 0 | 0  |
|                                                         | Флаг России     | Защ | Сергей Кузнецов    | 4  | 0   | 4  | 0   | 0 | 0  | 0 | 0  |
|                                                         | Флаг Казахстана | Защ | Сергей Жуненко     | 4  | 0   | 4  | 0   | 0 | 0  | 0 | 0  |
|                                                         | Флаг России     | Защ | Сергей Виноградов  | 4  | 0   | 3  | 0   | 0 | 0  | 1 | 0  |
|                                                         | Флаг России     | ПЗ  | Александр Жидков   | 33 | 3   | 30 | 3   | 2 | 0  | 1 | 0  |
|                                                         | Флаг России     | ПЗ  | Александр Царенко  | 31 | 3   | 28 | 3   | 2 | 0  | 1 | 0  |
|                                                         | Флаг России     | ПЗ  | Олег Веретенников  | 29 | 10  | 28 | 10  | 0 | 0  | 1 | 0  |
|                                                         | Флаг России     | ПЗ  | Игорь Меньщиков    | 20 | 1   | 19 | 1   | 0 | 0  | 1 | 0  |
|                                                         | Флаг России     | ПЗ  | Олег Стогов        | 19 | 1   | 17 | 1   | 1 | 0  | 1 | 0  |
|                                                         | Флаг России     | ПЗ  | Анатолий Седых     | 17 | 1   | 15 | 1   | 2 | 0  | 0 | 0  |
|                                                         | Флаг России     | Нап | Евгений Шкилов     | 29 | 6   | 26 | 6   | 2 | 0  | 1 | 0  |
|                                                         | Флаг России     | Нап | Юрий Коновалов     | 16 | 2   | 15 | 2   | 0 | 0  | 1 | 0  |
|                                                         | Флаг России     | Нап | Валерий Есипов     | 12 | 0   | 11 | 0   | 0 | 0  | 1 | 0  |
|                                                         | Флаг Казахстана | Нап | Владимир Нидергаус | 11 | 8   | 11 | 8   | 0 | 0  | 0 | 0  |
| Футболисты, которые завершали сезон в других клубах:    |                 |     |                    |    |     |    |     |   |    |   |    |
|                                                         | Флаг России     | Защ | Игорь Ледяхов      | 1  | 0   | 0  | 0   | 1 | 0  | 0 | 0  |
|                                                         | Флаг России     | ПЗ  | Александр Тройнин  | 15 | 0   | 12 | 0   | 2 | 0  | 1 | 0  |
|                                                         | Флаг России     | ПЗ  | Хабиб Илялетдинов  | 6  | 0   | 4  | 0   | 2 | 0  | 0 | 0  |
|                                                         | Флаг России     | ПЗ  | Сергей Нейман      | 3  | 0   | 3  | 0   | 0 | 0  | 0 | 0  |
|                                                         | Флаг России     | ПЗ  | Юрий Аксёнов       | 0  | 0   | 0  | 0   | 0 | 0  | 0 | 0  |
|                                                         | Флаг России     | Нап | Сергей Сухов       | 9  | 4   | 9  | 4   | 0 | 0  | 0 | 0  |
| Футболисты, которые завершили карьеру в течение сезона: |                 |     |                    |    |     |    |     |   |    |   |    |
|                                                         | Флаг России     | Защ | Андрей Фёдоровский | 1  | 0   | 0  | 0   | 1 | 0  | 0 | 0  |
|                                                         | Флаг России     | Нап | Олег Крушин        | 19 | 2   | 17 | 2   | 2 | 0  | 0 | 0  |

#### Бомбардиры
| Имя                | Чемпионат России | Кубок СССР | Кубок России | Всего |
| ------------------ | ---------------- | ---------- | ------------ | ----- |
| Олег Веретенников  | 10               | 0          | 0            | 10    |
| Владимир Нидергаус | 8                | 0          | 0            | 8     |
| Евгений Шкилов     | 6                | 0          | 0            | 6     |
| Сергей Сухов       | 4                | 0          | 0            | 4     |
| Александр Жидков   | 3                | 0          | 0            | 3     |
| Александр Царенко  | 3                | 0          | 0            | 3     |
| Юрий Коновалов     | 2                | 0          | 0            | 2     |
| Олег Крушин        | 2                | 0          | 0            | 2     |
| Валерий Бурлаченко | 1                | 0          | 0            | 1     |
| Алексей Перминов   | 1                | 0          | 0            | 1     |
| Александр Шмарко   | 1                | 0          | 0            | 1     |
| Игорь Меньщиков    | 1                | 0          | 0            | 1     |
| Анатолий Седых     | 1                | 0          | 0            | 1     |
| Олег Стогов        | 1                | 0          | 0            | 1     |
| Итого              | 44               | 0          | 0            | 44    |

#### «Сухие» матчи
| Имя             | Чемпионат России | Кубок СССР | Кубок России | Всего |
| --------------- | ---------------- | ---------- | ------------ | ----- |
| Сергей Гриценко | 8                | 1          | 0            | 9     |
| Эдуард Малый    | 2                | 0          | 0            | 2     |
| Итого           | 10               | 1          | 0            | 11    |

Примечание: в данной таблице учитываются только полные матчи (без замен), в которых вратарь не пропустил голов.

#### Дисциплинарные показатели
| Имя                | Чемпионат России | Чемпионат России       | Чемпионат России | Кубок СССР   | Кубок СССР             | Кубок СССР | Кубок России | Кубок России           | Кубок России | Всего        | Всего                  | Всего    |
| Имя                | Предупреждён     | Yellow card · Red card | Red card         | Предупреждён | Yellow card · Red card | Red card   | Предупреждён | Yellow card · Red card | Red card     | Предупреждён | Yellow card · Red card | Red card |
| ------------------ | ---------------- | ---------------------- | ---------------- | ------------ | ---------------------- | ---------- | ------------ | ---------------------- | ------------ | ------------ | ---------------------- | -------- |
| Владимир Геращенко | 6                | 0                      | 0                | 0            | 0                      | 0          | 0            | 0                      | 0            | 6            | 0                      | 0        |
| Александр Ещенко   | 6                | 0                      | 0                | 0            | 0                      | 0          | 0            | 0                      | 0            | 6            | 0                      | 0        |
| Валерий Бурлаченко | 4                | 1                      | 0                | 0            | 0                      | 0          | 0            | 0                      | 0            | 4            | 1                      | 0        |
| Александр Шмарко   | 4                | 0                      | 0                | 0            | 0                      | 0          | 0            | 0                      | 0            | 4            | 0                      | 0        |
| Олег Стогов        | 2                | 0                      | 0                | 0            | 0                      | 0          | 1            | 0                      | 0            | 3            | 0                      | 0        |
| Александр Царенко  | 2                | 0                      | 0                | 1            | 0                      | 0          | 0            | 0                      | 0            | 3            | 0                      | 0        |
| Олег Веретенников  | 1                | 0                      | 0                | 0            | 0                      | 0          | 0            | 0                      | 0            | 1            | 0                      | 0        |
| Валерий Есипов     | 1                | 0                      | 0                | 0            | 0                      | 0          | 0            | 0                      | 0            | 1            | 0                      | 0        |
| Александр Жидков   | 1                | 0                      | 0                | 0            | 0                      | 0          | 0            | 0                      | 0            | 1            | 0                      | 0        |
| Олег Крушин        | 1                | 0                      | 0                | 0            | 0                      | 0          | 0            | 0                      | 0            | 1            | 0                      | 0        |
| Сергей Кузнецов    | 1                | 0                      | 0                | 0            | 0                      | 0          | 0            | 0                      | 0            | 1            | 0                      | 0        |
| Эдуард Малый       | 1                | 0                      | 0                | 0            | 0                      | 0          | 0            | 0                      | 0            | 1            | 0                      | 0        |
| Владимир Нидергаус | 1                | 0                      | 0                | 0            | 0                      | 0          | 0            | 0                      | 0            | 1            | 0                      | 0        |
| Алексей Перминов   | 1                | 0                      | 0                | 0            | 0                      | 0          | 0            | 0                      | 0            | 1            | 0                      | 0        |
| Игорь Ледяхов      | 0                | 0                      | 0                | 1            | 0                      | 0          | 0            | 0                      | 0            | 1            | 0                      | 0        |
| Сергей Виноградов  | 0                | 0                      | 0                | 0            | 0                      | 0          | 1            | 0                      | 0            | 1            | 0                      | 0        |
| Итого              | 32               | 1                      | 0                | 2            | 0                      | 0          | 2            | 0                      | 0            | 36           | 1                      | 0        |

### Командная

#### Турнирная таблица. Группа «Б»
| М  | Клуб                                     | И  | В  | Н | П  | М     | ±М  | О  |
| -- | ---------------------------------------- | -- | -- | - | -- | ----- | --- | -- |
| 1  | «Спартак» (Москва)                       | 18 | 11 | 6 | 1  | 35−9  | +26 | 28 |
| 2  | «Асмарал» (Москва)                       | 18 | 11 | 4 | 3  | 34−21 | +13 | 26 |
| 3  | «Локомотив-Эрэтиспорт» (Нижний Новгород) | 18 | 7  | 9 | 2  | 16−11 | +5  | 23 |
| 4  | «Ростсельмаш» (Ростов-на-Дону)           | 18 | 7  | 6 | 5  | 20−17 | +3  | 20 |
| 5  | «Крылья Советов» (Самара)                | 18 | 5  | 8 | 5  | 12−19 | −7  | 18 |
| 6  | «Торпедо» (Москва)                       | 18 | 7  | 3 | 8  | 20−20 | 0   | 17 |
| 7  | «Ротор» (Волгоград)                      | 18 | 6  | 4 | 8  | 23−19 | +4  | 16 |
| 8  | «Зенит» (Санкт-Петербург)                | 18 | 4  | 6 | 8  | 22−35 | −13 | 14 |
| 9  | «Кубань» (Краснодар)                     | 18 | 3  | 6 | 9  | 19−30 | −11 | 12 |
| 10 | «Шинник» (Ярославль)                     | 18 | 1  | 4 | 13 | 11−30 | −19 | 6  |

 Попадание в турнир за 1-8 места.
 Попадание в турнир за 9-20 места.

#### Итоговая турнирная таблица. 9-20 места
| М  | Клуб                      | И  | В  | Н | П  | М     | ±М  | О  |
| -- | ------------------------- | -- | -- | - | -- | ----- | --- | -- |
| 9  | «Уралмаш» (Екатеринбург)  | 22 | 12 | 6 | 4  | 40−21 | +19 | 30 |
| 10 | «Текстильщик» (Камышин)   | 22 | 12 | 4 | 6  | 23−13 | +10 | 28 |
| 11 | «Торпедо» (Москва)        | 22 | 12 | 4 | 6  | 27−17 | +10 | 28 |
| 12 | «Ротор» (Волгоград)       | 22 | 11 | 4 | 7  | 35−22 | +13 | 26 |
| 13 | «Океан» (Находка)         | 22 | 10 | 5 | 7  | 26−26 | 0   | 25 |
| 14 | «Крылья Советов» (Самара) | 22 | 9  | 7 | 6  | 22−16 | +6  | 25 |
| 15 | «Динамо» (Ставрополь)     | 22 | 10 | 4 | 8  | 27−23 | +4  | 24 |
| 16 | «Зенит» (Санкт-Петербург) | 22 | 9  | 6 | 7  | 30−25 | +5  | 14 |
| 17 | «Факел» (Воронеж)         | 22 | 9  | 4 | 9  | 17−17 | 0   | 22 |
| 18 | «Кубань» (Краснодар)      | 22 | 4  | 6 | 12 | 16−35 | −19 | 14 |
| 19 | «Шинник» (Ярославль)      | 22 | 3  | 5 | 14 | 19−34 | −15 | 11 |
| 20 | «Динамо-Газовик» (Тюмень) | 22 | 3  | 1 | 18 | 16−49 | −33 | 7  |

 Выбывание в первую лигу ПФЛ.

#### Общая статистика
| Сыграно матчей                              | 33 (30 Чемпионат России, 2 Кубок СССР, 1 Кубок России)                  |
| Победы                                      | 13 (Чемпионат России)                                                   |
| Ничьи                                       | 6 (5 Чемпионат России, 1 Кубок СССР)                                    |
| Поражения                                   | 14 (12 Чемпионат России, 1 Кубок СССР, 1 Кубок России)                  |
| Забито мячей                                | 44                                                                      |
| Пропущено мячей                             | 36                                                                      |
| Разница мячей                               | +8                                                                      |
| Пенальти: забитые/назначенные               | 1/1                                                                     |
| Пенальти соперника: пропущенные/назначенные | 1/1                                                                     |
| Предупреждения                              | 37                                                                      |
| Удаления                                    | 1                                                                       |
| Худшая дисциплина                           | Владимир Геращенко 6 · Александр Ещенко 6                               |
| Лучший счёт                                 | 6:1 (Д) против «Зенит» — Чемпионат России, 9 апреля 1992                |
| Худший счёт                                 | 2:4 (Г) против «Динамо» (Ставрополь) — Чемпионат России, 3 октября 1992 |
| «Сухие» матчи                               | 11 (Чемпионат России)                                                   |
| Наибольшее число матчей                     | Александр Жидков (33 матча)                                             |
| Лучший бомбардир                            | Олег Веретенников (10 голов)                                            |
| Индивидуальные достижения                   | Владимир Нидергаус — В списке 33-х лучших футболистов России            |

Примечание: в данной таблице не учитываются результаты товарищеских матчей.

#### Общая статистика по турнирам
| Турнир           | И  | В  | Н | П  | ЗМ | ПМ | ±М  | ЖК | 2ЖК | КК | О              |
| ---------------- | -- | -- | - | -- | -- | -- | --- | -- | --- | -- | -------------- |
| Чемпионат России | 30 | 13 | 5 | 12 | 44 | 33 | +11 | 32 | 1   | 0  | 31/60 (51,7 %) |
| Кубок СССР       | 2  | 0  | 1 | 1  | 0  | 1  | −1  | 2  | 0   | 0  | 1/4 (25 %)     |
| Кубок России     | 1  | 0  | 0 | 1  | 0  | 2  | −2  | 2  | 0   | 0  | 0/2 (0 %)      |
| Всего            | 33 | 13 | 6 | 14 | 44 | 36 | +8  | 36 | 1   | 0  | 32/66 (48,5 %) |